# Ham chim peng
Lo ham chim peng (cinese tradizionale: 鹹煎餅; cinese semplificato: 咸煎饼; pinyin: xiánjiānbăng; Jyutping: haam4 zin1 beng2; lett. "pancake fritto salato"), scritto anche hum chim peng e conosciuto a Singapore e in Malaysia come haam ji peng, hum ji peng o ham ji peng, è una ciambella cava fritta di origine cantonese. Comunemente consumata come alimento per la colazione, a volte viene fritta con un rivestimento di semi di sesamo.
Esistono almeno tre varietà di ham chim peng: con riso glutinoso, con cinque spezie in polvere e con anko.
Questo dolce viene consumato in tutto il sud-est asiatico; è conosciuto con vari nomi locali, tra cui l'indonesiano kue bantal e il vietnamita bánh tiêu.